# Kata (biljni rod)
Kata (lat. Catha), monotipski biljni rod iz porodicxe kurikovki smješten u tribus Cassineae, dio potporodice Cassinoideae. Jedina vrsta je C. edulis, vazdazeleni grm ili drvo iz tropske Afrike, odnosno od Eritreje do Južne Afrike.
Rods je opisan u Introductio ad Historiam Naturalem 228. 1777.

## Sinonimi
- Methyscophyllum Eckl. & Zeyh.; Enum. 152 (1836)
- Trigonotheca Hochst.; Flora 24: 662 (1841)
- Dillonia Sacleux; Bull. Mus. Hist. Nat. Paris, Ser. II. 4: 602 (1932)
- Catha edulis (Vahl) Endl.; Ench. Bot.: 575 (1841)
- Catha forsskalii A.Rich.; Tent. Fl. Abyss. 1: 134 (1847)
- Catha glauca (Eckl. & Zeyh.) A.Chev.; Rev. Int. Bot. Appl. Agric. Trop. 29: 416 (1949)
- Catha inermis J.F.Gmel.; Syst. Nat. ed. 13[bis]: 411 (1791)
- Celastrus edulis (Forssk.) Vahl; Symb. Bot. 1: 21 (1790)
- Celastrus tsaad Ferreira & Galeotti ex Walp.; Ann. Bot. Syst. 3: 841 (1852)
- Dillonia abyssinica Sacleux; Bull. Mus. Hist. Nat. Paris, Ser. II. 4: 603 (1932)
- Hartogia thea E.Mey.; Drège, Zwei Pfl. Docum. 189 (1843)
- Methyscophyllum glaucum Eckl. & Zeyh.; Enum. Pl. Afric. Austral.: 152 (1836)
- Trigonotheca serrata Hochst.; Flora 24: 662 (1841)

## Galerija
- C. edulis
- C. edulis
- C. edulis